# Cannabis Kultusz
A Cannabis Kultusz (CK) kéthavonta megjelenő, kenderkultúrával foglalkozó magazin, melynek első lapszámát 2008 augusztusában adta ki a Kultusz Kiadó Kft . A Cannabis Kultusz Magyarország egyetlen, nyomtatott formában megjelenő, alternatív életmód magazinja, mely szakmai és civil szervezetek közreműködésével, elsősorban a kender és a kenderkultúra társadalmi, politikai, jogi aspektusaival, egészségügyi és gyógyászati összefüggéseivel foglalkozik. A lapot 2012 óta a bécsi székhelyű Medijuana Publishing GmbH adja ki, 2017 óta CK Medijuana néven. A kiadó emellett 2012 a CK Medijuana német nyelvű, 2018 óta pedig cseh és lengyel nyelvű mutációit is megjelenteti.

## A magazin célkitűzései
A Cannabis Kultusz támogatja a dekriminalizációt és a kannabisz saját használatra történő, csekély mennyiségű otthoni termesztésének engedélyezését. Szemléletmódjában a spanyol szabályozáshoz áll a legközelebb, ahol a bírói gyakorlat a kannabisz fogyasztást, és a néhány kannabisz növény, saját használatra történő termesztést nem rendeli büntetni, figyelembe véve a jogalkotás azon alapvetését, miszerint a marihuána, illetve egyéb tudatmódosító szerek birtoklása és fogyasztása, amennyiben az nem nyilvánosan történik, hatósági intézkedést nem tesz szükségessé.
A Cannabis Kultusz szerkesztősége elhibázottnak tartja a hatályos magyar drogpolitika azon irányvonalát, mely a kannabisz fogyasztóit a kábítószer-kereskedőkhöz hasonlóan szankcionálja. A szerkesztőség véleménye szerint abszurd a kender fogyasztóit bűncselekmény elkövetőiként kezelni addig, míg cselekményüknek áldozatát vagy sértettjét nem tudja felmutatni a nyomozó, illetve a vádhatóság. Eközben az állam más, a kannabisznál kockázatosabbnak tekinthető drogok fogyasztását éppen hogy támogatja (lásd a Pálinka Nemzeti Tanács tevékenységét). 
A tilalmi rendszer ugyanakkor bűnszervezetek kezébe adja az illegálisnak minősített szerek piacát, akik a fogyasztókat ismeretlen eredetű anyagokkal kínálhatják, de akár veszélyesebb szereket is felajánlhatnak nekik.
A büntetőjogi szabályozás – legyen bár szigorú vagy engedékeny – nincs hatással a drogfogyasztás elterjedtségére, ezért a Cannabis Kultusz a szankciókkal való elrettentés helyett hiteles információk közreadására és a mértékletesség eszméjének terjesztésére helyezi a hangsúlyt. A közvélemény tényszerű tájékoztatásával, a közgondolkodás formálásával azonban megvalósítható a differenciáltabb, tényeken alapuló véleményalkotás terjedése, egy felelősségteljesebb, életszerű, probléma-centrikus szabályozás társadalmi igényének kialakítása, és nem utolsósorban a fogyasztás kultúrájának emelése.
A hatályos Drogstratégiával egyetértésben a Cannabis Kultusz hangsúlyosnak tartja az ártalomcsökkentést is, amely a drogfogyasztással járó kockázatokat hivatott mérsékelni nem csak a használók, de a teljes társadalom körében.

## Szerkesztőség
- Főszerkesztő: Holland Gábor
- Szerzők:  Anatol Zweig, Bob Arctor, Brie V. Land, Holland Gábor, Jack Pot, Kardos Tamás, Toni Straka, N. Nogada
- Design: Bodó Judit

## A Cannabis Kultusz jogállása
2009. július 17-én az Ifjúsági Kereszténydemokrata Szövetség (IKSZ) részéről Rétvári Bence és Törcsi Péter, a Legfőbb Ügyészség épülete előtt tartott sajtótájékoztató után a legfőbb ügyészhez fordult amiért Budapest több pontján, hosszabb ideje rendszeresen terjesztik a Cannabis Kultusz magazint, amelyet „kannabisz-termesztéshez segítséget nyújtó” újságként aposztrofáltak. Az IKSZ álláspontja szerint „nem csak büntetőjogi, hanem morális felelősség is terheli a szerkesztőséget, és a kiadót, mivel a mai súlyos gazdasági és társadalmi krízisben, amikor a fiatalok elhagyják az országot, nem ingyenes kábítószer-fogyasztási tanácsokra, hanem stabil jövőképre van szükségük” – hangsúlyozta Törcsi Péter, a szervezet drogprevenciós munkacsoportjának vezetője. A Cannabis Kultusz magazin az IKSZ-Akták című írásában reagált a megfogalmazott vádakra, majd a lappal kapcsolatban állásfoglalást kért a Társaság a Szabadságjogokért szervezettől, az Északi Támpont Egyesülettől, a Kék Pont Drogkonzultációs Központ és Ambulanciától, a Kendermag Egyesülettől, valamint a Nemzeti Drogmegelőzési Intézet től. A szervezetek állásfoglalásai a Cannabis Kultusz honlapján  olvashatók.
Az Ügyészség 2009. szeptember 4-én kelt határozatában az IKSZ feljelentését elutasította és többek között megállapította, hogy „a cselekmény nem bűncselekmény” továbbá, hogy „bűncselekmény hiányában részesi felelősségre vonás kizárt.”

## A CK Medijuana online felületei
A CK Medijuana magazin honlapja
A CK Medijuana Facebook oldala
A CK magazinok online elérhetőségei lapozható formában az ISSUU felületén
A CK Medijuana CBD csoportja a Facebookon

## A Cannabis Kultusz együttműködései
- Északi Támpont Egyesület
- Kék Pont Drogkonzultációs Központ és Ambulancia
- Magyar Drogprevenciós és Ártalomcsökkentő Szervezetek Szövetsége
- Társaság a Szabadságjogokért

- Drug Policy Alliance
- en:ENCOD
- Marijuana Policy Project
- Law Enforcement Against Prohibition
- Legalizace Archiválva 2009. március 22-i dátummal a Wayback Machine-ben

- Konopí je lék
- International Association for Cannabinoid Medicines
- Medical Cannabis Safety Council

- Agentur Sowjet GmbH
- es:Cáñamo
- en:Cannabis Culture
- Treating Yourself
- Daath - Magyar Pszichedelikus Közösség
- Drogriporter
- KenderFórum

## Külső hivatkozások
- Cannabis Kultusz honlap
- Cannabis Kultusz blog